# سان كلو

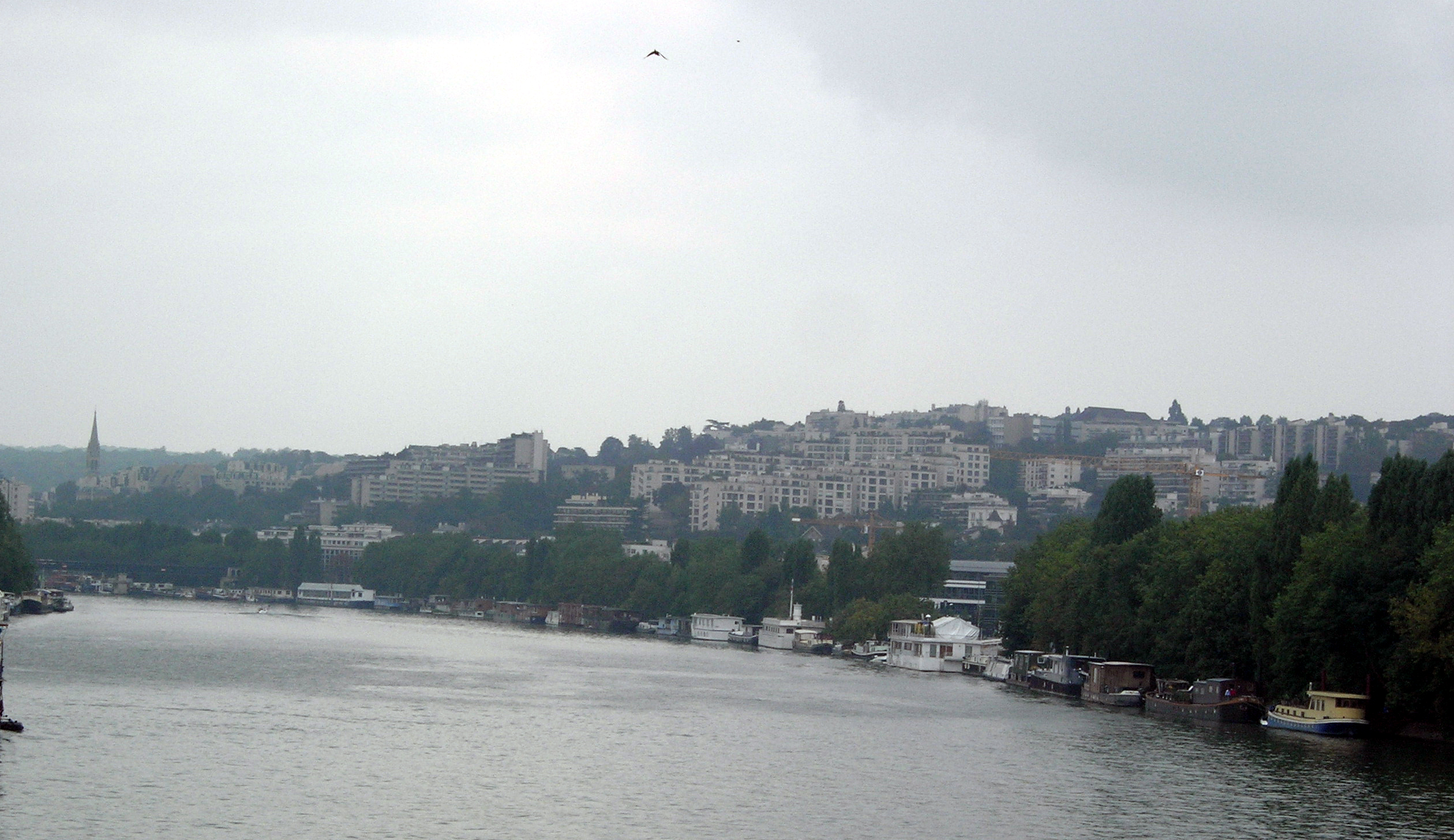
سان كلو تطل على نهر السين

سان كلو (النطق الفرنسي: [sɛklu]) هي بلدية في الضواحي الغربية لباريس، فرنسا. وهي تقع على بعد 9.6 كم (6.0 ميل) من وسط باريس، مثل البلديات الأخرى في أوت دو سين. سان كلو هي واحدة من أغنى المدن في فرنسا، في المرتبة 2 من 36500 في متوسط دخل الأسرة.

## توأمة
لسان كلو اتفاقيات توأمة مع كل من:
- باد غودزبرغ منذ (1957 - )
- كورتريك
- فراسكاتي
- وندسور و ميدينهيد [الإنجليزية]‏

## أعلام
- ماري بونابرت
- لوديفين سانيي
- فيليب الثاني دوق أورليان
- فيليب الأول، دوق أورليان
- موريس آلياس
- شارل جونو
- لينو فنتورا
- هنري الثالث ملك فرنسا
- لويس فيليب الثاني
- جان كلود كيلي